# 박상규 (1936년)

박상규(朴尙奎, 1936년 11월 4일 ~ )는 대한민국의 교사, 공무원, 기업가, 정치인이다. 종교는 개신교이다. 1972년 한국진카트 대표이사, 1992년 한일 비철금속 대표이사, 1985 ~ 1995 한보금송공업 대표이사로 기업가로써 활동하였고, 1992년부터 중소기업중앙회 회장을 거쳐 김대중 정권당시 새정치국민회의 부총재를 역임하였다. 대한민국 제15대 국회의원 선거, 제16대 국회의원 선거에 당선 되었으며, 이후 민주당 사무총장을 역임하였다. 전 유엔 사무총장인 반기문 총장을 비롯한 정재계의 주요 인사들과 두터운 친분이 있는 것으로 알려져 있고, 현재는 민주당 충주시 지역위원장과 민주당 중앙당 고문으로 활동중이다.

## 개요
1936년 충청북도 충주군에서 태어났다. 충주교현초등학교, 충주사범학교를 졸업하고 경기도에서 7년 동안 초등학교 교사로 근무하였다. 이후 다시 동국대학교 국문학과에 재학하다가 대한민국 육군 병으로 병역의무를 이수하였다. 동국대학교 졸업 후 공무원 전환 시험에 응시하여 합격하고 공무원으로서 정보 업무를 담당하였다. 1970년대부터는 한국비철금속 사장을 거쳐 한보금속공업을 경영하였다. 1992년부터 1995년까지 중소기업협동조합 중앙회장을 겸임하였다.
1995년 새정치국민회의에 입당하였고 부총재, 중소기업특별위원회 위원장 등의 당직을 역임하였다. 1996년 대한민국 제15대 국회의원 선거에서 새정치국민회의 전국구 국회의원에 당선되었다.
2000년 대한민국 제16대 국회의원 선거에서 새천년민주당 후보로 인천광역시 부평구 갑 선거구에 출마하여 현역 국회의원인 한나라당 조진형 후보를 꺾고 당선되었다. 같은 해부터 2001년까지 새천년민주당 사무총장을 역임하였다.
2002년 후단협에 참여해서 활동하다가 제16대 대통령 선거를 앞두고 새천년민주당을 탈당하여 한나라당에 입당하였다.
2002년부터 2004년까지 대한민국 국회 산업자원위원장을 역임하였고, 제17대 국회의원 선거에서는 조진형이 공천되었다.
이명박 정부 때인 2010년 민주당에 복당하였다. 2011년 하반기 재보궐선거에서 민주당 후보로 충주시장 선거에 출마하였으나 한나라당 이종배 후보에 밀려 낙선하였다.
대한민국 제19대 대통령 선거에서 국민의당 안철수 후보를 지지하였고, 현재 민주당 중앙당 고문, 민주당 충주시 지역위원장으로 활동중이다.

## 학력
- 충주교현국민학교 졸업
- 충주사범학교 병설중학교 졸업
- 충주사범학교 졸업
- 동국대학교 문리과대학 국어국문학 학사

## 주요 이력
| 주요 이력                                       | 연도        |
| ----------------------------------------------- | ----------- |
| 민주당 중앙당 고문                              | 2016 ~ 현재 |
| 민주당 충주시 지역위원장                        | 2016 ~ 현재 |
| 동국대총동창회 부회장                           | 2016 ~ 현재 |
| 서울대총동창회 이사                             | 2016 ~ 현재 |
| 한중기업연합회 회장                             | 2015 ~ 현재 |
| 민주당 충청북도당 충주시 지역위원회 위원장      | 2008 ~ 2009 |
| 민간남북경제교류협의회 이사장                   | 2010 ~      |
| 2014년 아시안 게임 조직위원회 집행위원회 위원장 | 2010 ~ 2014 |
| 민간남북경제교류협의회 이사장                   | 2008 ~ 2009 |
| 국회 산업자원위원회 위원장                      | 2002 ~ 2004 |
| 민주당 후원회 회장                              | 2002 ~ 2000 |
| 민주당 사무총장                                 | 2000 ~ 2001 |
| 국회 정보위원회 위원                            | 2002 ~ 2002 |
| 국회 국방위원회 위원                            | 2000 ~ 2000 |
| 민주당 당무위원회 위원                          | 2000 ~ 2002 |
| 제16대 국회의원                                 | 2000 ~ 2004 |
| 국회 행정자치위원회 위원                        | 1998 ~ 2000 |
| 대한사격연맹 회장                               | 1998 ~ 2001 |
| 중소기업특별위원회 위원장                       | 1998 ~ 1999 |
| 국회 국가경쟁력강화특별위원회 위원장            | 1996 ~ 1998 |
| 예산결산특별위원회 위원                         | 1996 ~ 1996 |
| 제15대 국회의원                                 | 1996 ~ 2000 |
| 새정치 국민회의 중소기업특별위원회 위원장       | 1995 ~ 2000 |
| 새정치국민회의 부총재                           | 1995 ~ 2000 |
| 행정쇄신위원회 위원                             | 1993 ~ 1995 |
| 부정방지대책위원회 위원                         | 1993 ~ 1995 |
| 중소기업중앙회 회장                             | 1992 ~ 1995 |
| 한보 금속공업 대표이사                          | 1985 ~ 1995 |
| 한일비철금속 대표이사                           | ~ 1992      |
| 한국 진카트 대표이사                            | 1972        |

## 역대 선거 결과
|  | 25.3% |

|  | 47.60% |

|  | 23.77% |

## 같이 보기
- 대한민국 제15대 국회의원 선거 새정치국민회의 후보 목록#전국구
- 부평구 갑
- 인천 부평구의 국회의원